# 교황 비오 12세
교황 비오 12세(라틴어: Pius PP. XII, 이탈리아어: Papa Pio XII)는 제260대 교황(재위: 1939년 3월 2일 ~ 1958년 10월 9일)이다. 본명은 에우제니오 마리아 주세페 조반니 파첼리(이탈리아어: Eugenio Maria Giuseppe Giovanni Pacelli)이다.
제2차 세계대전 동안 비오 12세는 세계 평화 회복과 자선 사업에 노력하였다. 그리고 전임 교황 비오 11세가 추진한 유대인 구제 사업을 이어받아 그들을 적극적으로 도왔으며, 특히 나치 독일에서 피난해 온 유대인들을 여러 방면으로 많이 도와주었다. 고고학에도 관심을 보여 성 베드로 대성전 밑을 발굴하도록 지시하였다. 언변에 뛰어난 비오 12세는 기회가 있을 때마다 시기에 적절한 훈시를 하였다. 또한 사회 문제에 대해서는 교회의 교도권을 강조하는 등 가톨릭교회의 전통적인 입장을 고수하였다.
전쟁이 종식된 후에는 평화와 화해를 외치며 유럽의 재건에 힘썼으며, 특히 승전국들이 패전국들에게 아량을 베풀어줄 것과 유럽의 일치를 호소하였다. 교회의 경우, 서구권에서는 번성하였던 데 반해 동구권에서는 공산주의자들의 핍박으로 모진 박해와 성직자들의 대규모 국외추방 등을 겪었다.
16세기 이래 가톨릭 교리에 어긋난다고 하여 오랫동안 금지해왔던 동아시아의 조상 제사에 대해서는 “유교 문화권의 민속일 뿐, 가톨릭 교리와는 하등의 관계가 없다.”며 비교적 개방적인 자세를 취하였다. 또한 1949년 북한을 배척하고 대한민국이 한반도의 유일한 합법 정부임을 세계정상 가운데 최초로 승인하였으며, 대한민국이 UN 총회에서 국제적 승인을 얻는 데 전폭적으로 지원하였다. 이 과정에서 대한민국 대표단으로 파견된 장면을 면담한 뒤, 그를 전폭적으로 후원하였다. 2009년 12월 19일 교황 베네딕토 16세에 의해 가경자로 선포되었다.

## 생애

### 생애 초기

#### 출생과 유년 생활

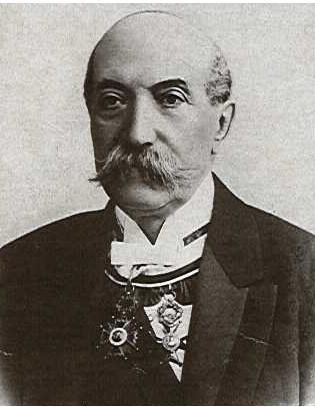
아버지 필리포 파첼리

1882년 6세 때의 에우제니오 파첼리

에우제니오 마리아 주세페 조반니 파첼리는 1876년 3월 2일 이탈리아 로마에서 변호사 필리포 파첼리의 둘째 아들로 태어났다.
그의 집안은 로마에서 깊은 신심을 지녔으며, 역사적으로 교황들과 인연이 많은 귀족 집안(일명 검은 귀족)이었다. 가령 그의 조부 마르칸토니오 파첼리는 교황 비오 11세의 비서와 재무 관련 부차관(1851-1870)을 지냈으며, 1861년 바티칸의 신문인 로세르바토레 로마노를 창간하였다. 마르칸토니오 파첼리의 사촌인 에르네스토 파첼리는 교황 레오 13세의 재정 고문을 지냈으며, 에우제니오의 아버지 필리포 파첼리는 프란치스코회 제3회원이었다. 그리고 형 프란체스코 파첼리는 교회법 법률가가 되어 1929년 라테란 조약 교섭 당시 교황 비오 11세의 법률 고문 역할을 수행하였다.
에우제니오는 형 프란체스코와 주세피나, 에리사베타 등 두 누이와 함께 로마 중심부에서 태어나 자랐다. 12세 때, 그는 법률가가 되는 대신에 성직자가 되기로 결심하였다. 초등교육을 마치고나서 그는 비스콘티 학회에서 중등교육과 고전문학 교육을 받았는데, 당시에는 반가톨릭 풍토가 지배적이었다. 1894년, 18세가 되자 그는 성직자가 되기 위해 신학교에 들어갔으며 교황청립 그레고리오 대학교와 라테라노 대학교에서 수학하였다. 1895년에서 1896년까지 에우제니오는 로마 라 사피엔차 대학교에서 공부하였다. 1899년 시민법과 교회법 그리고 신학 분야에서 학위를 수여받았다. 신학생 시절에 그는 건강상의 이유 때문에 특별히 신학교 기숙사가 아닌 집에서 거주해도 좋다는 허락을 받았다.

#### 탁덕과 몬시뇰

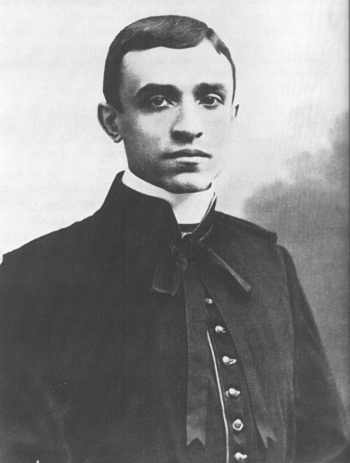
1899년 사제 서품 당시의 에우제니오 파첼리

에우제니오 파첼리는 1899년 4월 2일 성 토요일 날에 사제 서품을 받았다. 1901년 그는 집안과 친분이 있었던 빈첸초 반누텔리 추기경의 추천을 받아 오늘날 교황청 국무원의 전신인 특무성성에 들어가 서기가 되었다. 1902년 교회법 박사 학위를 받았다.
1904년 에우제니오 파첼리는 교황 의전관이 되었으며 1905년에는 명예 고위 성직자, 즉 몬시뇰이 되었다. 1904년부터 1916년까지 그는 특무성성 장관 피에트로 가스파리 추기경의 조수로 일하며 교회법전 편찬을 도왔다. 또한 1901년 1월 교황 레오 13세의 눈에 들어 영국의 빅토리아 여왕이 서거하자 에드워드 7세에게 보내는 조사(弔詞)를 작성하였다. 1908년, 런던 세계 성체 대회 당시 교황청 대표로 참석하였으며, 이때 윈스턴 처칠과의 만남도 가졌다. 1911년, 영국 왕 조지 5세의 즉위식 때에는 교황청을 대표해 참석하였다.
1908년과 1911년에 각각 로마 대학교와 미국 가톨릭 대학교에서 교회법 교수직 제의가 왔으나 모두 거절하였다. 에우제니오 파첼리는 1911년 특무성성 부장관이 되었으며, 1914년 가스파리 추기경의 뒤를 이어 특무성성 장관으로 승진하였다. 제1차 세계대전 동안 파첼리는 전쟁 포로들의 명단을 기재하였다. 1915년 그는 빈을 방문하여 오스트리아-헝가리 제국의 프란츠 요제프 1세 황제와 이탈리아 문제를 놓고 교섭하였다.

### 교황청 관료 생활

#### 교황 대사

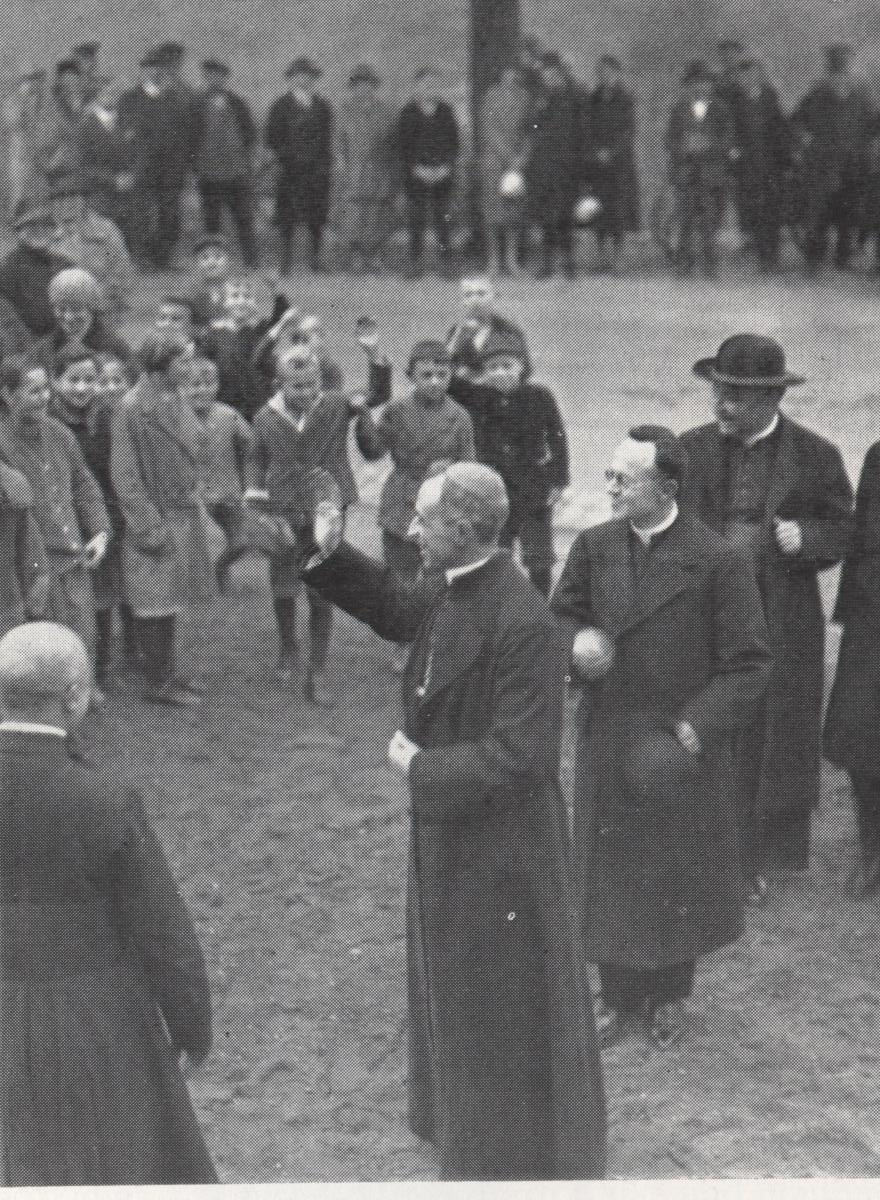
교황 대사 시절의 에우제니오 파첼리

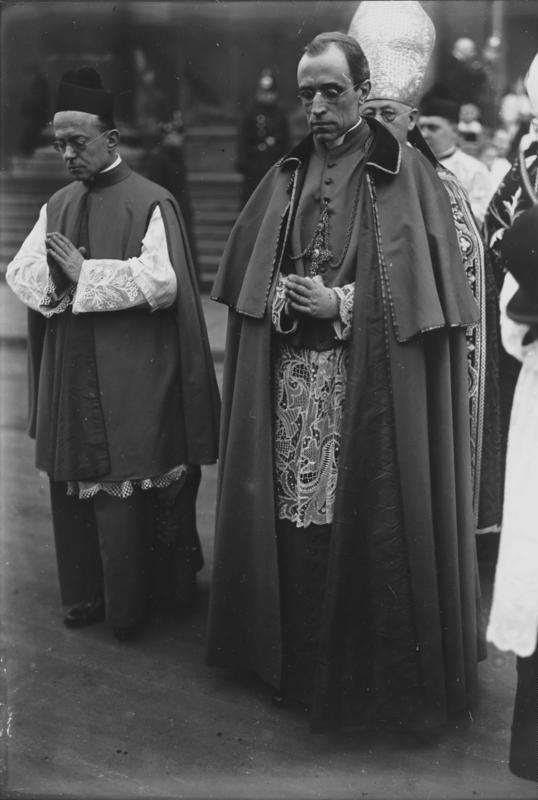
교황 대사 시절의 에우제니오 파첼리

1917년 4월 23일, 교황 베네딕토 15세는 에우제니오 파첼리를 사르디스의 명의주교와 바이에른 주재 교황 대사로 임명하였으며, 곧이어 1917년 5월 13일에는 대주교로 승품시켰다. 착좌식 후, 에우제니오 파첼리는 바이에른으로 주거지를 옮겼다. 그 당시에는 프로이센이나 독일에 교황 대사가 상주하지 않았기 때문에, 실용적인 이유로 파첼리가 사실상 독일 제국 전체의 교황 대사 역할을 수행하게 되었다.
에우제니오 파첼리는 뮌헨에서 전쟁의 종결을 위한 교황 베네딕토 15세의 제시안을 독일 정부에 전달하였다. 그는 5월 29일 바이에른 국왕 루트비히 3세를 만났으며 다음날에는 독일 제국의 빌헬름 2세 황제와 베트만홀베크 총리를 만나 교황의 제시안을 전달해 그들로부터 긍정적인 반응을 얻어냈다. 그러나 베트만홀베크는 안팎으로 사임 요구를 강하게 받고 있었으며, 군사적 승리를 희망한 독일군 최고 사령부는 9월 20일까지 독일 측의 대답을 연기하였다. 에우제니오 파첼리는 베네딕토 15세의 뜻을 받들어 전쟁터에서 살아남은 사람들을 위한 인도주의적인 노력을 지속하였다.
1920년 6월 23일 에우제니오 파첼리는 바이에른 협정이 체결되면서 독일 주재 교황 대사로 임명되었으며, 1925년 대사관 소재지를 베를린으로 이전하였다. 뮌헨에 있을 당시 만난 수많은 참모들도 그를 따라 베를린으로 갔으며 여생 동안 그와 함께 머물렀다. 이중에는 에우제니오 파첼리의 조언자인 로베르트 라이베르 신부와 가정부이자 친구이며 조언자였던 파스칼리나 레네르트 수녀도 포함되어 있었다. 베를린에서 에우제니오 파첼리는 교황청 외교단의 수장으로서 외교적 활동은 물론 많은 사회적 활동도 하였다.
전후, 에우제니오 파첼리는 사민당과 자유당의 바이마르 대연정을 지지하였다.

#### 국무원장 및 궁무처장

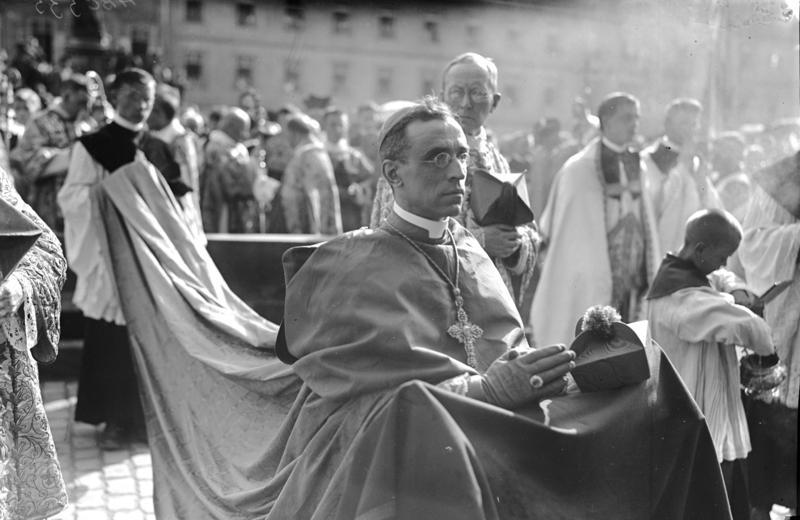
1924년 7월 밤베르크 수립 900주년 기념식 때의 에우제니오 파첼리

1929년 12월 16일 에우제니오 파첼리는 교황 비오 11세에 의해 산티조반니 에 파올로 성당의 사제급 추기경에 서임된 지 몇 달 만인 1930년 2월 7일 교황청 국무원장에 임명되었다. 1935년에는 교황 궁무처장에 추가로 임명되었다.
국무원장이 된 에우제니오 파첼리 추기경은 바덴(1932년), 오스트리아(1933년), 독일(1933년), 유고슬라비아(1935년), 포르투갈(1940년) 등 여러 나라를 순방하며 정교(政敎) 조약을 체결하였다. 이들 나라와 맺은 정교조약은 가톨릭교회가 청소년 단체, 사립학교, 병원, 카리타스 등의 종교건물 및 시설들을 설립하여 소유하는 것을 국가가 공인하는 것을 주요 골자로 삼고 있다. 또한 혼인무효 선언 적용 등 일부 사회 분야에 교회법을 적용하는 것을 허용하는 것도 포함되었다.
에우제니오 파첼리는 교황이 잠시 권력을 상실했던 1870년 이후 단절되었던 외교관계를 다시 시작하면서 유럽 각국은 물론 1939년 미국 대통령 루스벨트를 방문했던 것을 비롯하여 아메리카 대륙의 각 나라를 방문하였다.
1934년 10월 10일~14일과 1938년 5월 25일~30일에 각각 아르헨티나 부에노스아이레스와 헝가리 부다페스트에서 개최된 세계 성체 대회 때에는 교황 사절로 파견되기도 하였다. 에우제니오 파첼리가 방문했을 당시, 헝가리는 반유대주의 법이 제정되어 통과되었다. 이에 대해 에우제니오 파첼리는 “오늘날 어느 유대인이 그리스도를 모독하며 그분을 적대하고 있다는 말입니까?”라고 지적하며 반유대주의를 강하게 힐난하였다. 1935년 4월 28일 파첼리 추기경은 프랑스 루르드 성지에서 집전한 미사에서 강론을 통해 당시 모인 25만 명의 신자들에게 다음과 같이 역설하였다. “나치스라는 것은 실상 과거에 이미 단죄받았던 오류를 겉만 번지르르한 새 옷으로 갈아입힌 한심한 표절꾼들에 지나지 않습니다. 그들이 사회 개혁이란 이름 아래 모였던지, 세계와 인간 생명에 대한 그릇된 생각에 빠져 있든지, 인종 차별이라는 미신과 피의 우상에 지배되어 있든지 간에 오류를 추종하는 자들이라는 사실에는 변함이 없습니다.” 또한 파첼리 추기경은 1937년 베를린 주재 미국 영사 클리포트를 만난 자리에서 아돌프 히틀러를 “신뢰할 수 없는 악당으로 근본이 사악한 사람”이라고 규정하였다. 클리포트는 당시 에우제니오 파첼리의 말을 인용하며 “(파첼리는) 히틀러가 자신의 정책을 완화할 것이라고 믿지 않았으며, … 반나치 대열에 선 독일인 주교들을 전폭적으로 지원할 것이다.”라고 썼다.

#### 교황 선출과 즉위

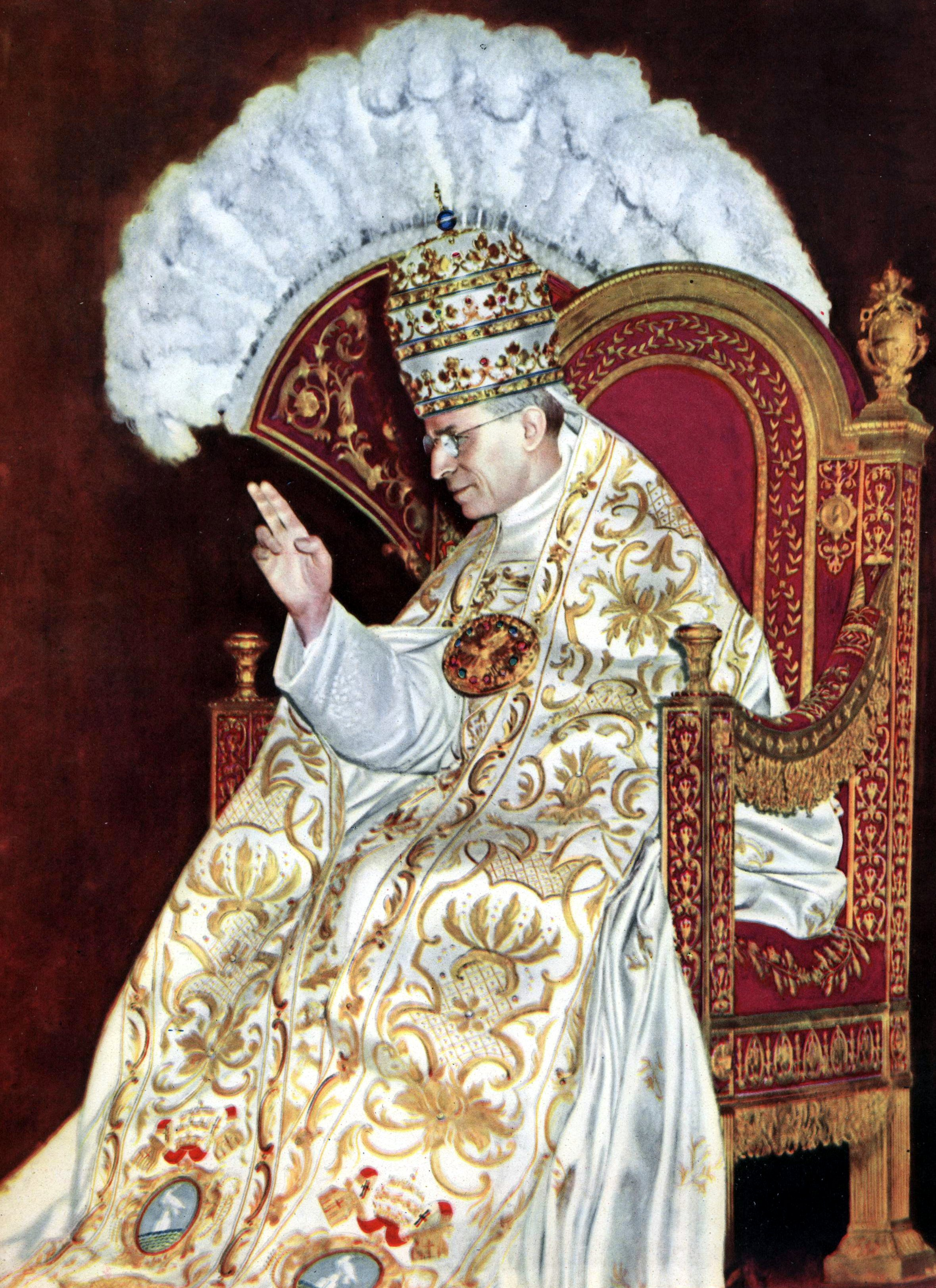
교황관을 쓴 비오 12세

1939년 2월 10일 교황 비오 11세가 선종하였다. 비오 11세의 후임자를 선출하기 위하여 소집된 콘클라베에서 두 차례 투표 끝에 1939년 5월 2일 에우제니오 파첼리 추기경이 만장일치로 교황으로 선출되었다. 공교롭게도 그날은 그의 63번째 생일이었다. 그는 1667년 교황 클레멘스 9세 이래 처음으로 교황청 국무원장으로서 교황에 선출되었으며, 또한 교황 궁무처장으로서는 교황 레오 13세 이후 처음으로 교황에 선출된 인물이다. 그의 교황 즉위식은 1939년 5월 12일에 거행되었다.
신임 교황은 교황직에 오르면서 자신의 새 이름을 라틴어로 ‘경건한’이란 뜻의 ‘비오(Pius)’로 선택하였다. 그는 자신의 이름을 비오라고 결정한 이유에 대해 “오늘부터 저는 저 자신을 비오라고 명명하겠습니다. 제가 지금까지 살아오면서 비오라는 이름을 가진 교황님들을 여럿 모셨으며, 특히나 전임자이신 비오 11세께 그동안의 고마움을 전하기 위해서입니다.”라고 밝혔다. 그리하여 새 교황은 ‘교황 비오 12세’로 명명되었다.

### 교황 재위

#### 인물 등용
비오 12세는 교황좌에 오른 후, 공석이 된 자신의 옛 직책인 교황청 국무원장으로 루이지 마글리오네 추기경을 임명하였다. 바티칸의 노련한 외교관이었던 마글리오네 추기경은 스위스와의 외교관계를 재건하였으며 수년동안 파리에서 교황 대사로 근무하였다. 하지만 마글리오네 추기경은 교황이 되기 전부터 비오 12세와 돈독한 관계를 유지했던 조반니 바티스타 몬티니 몬시뇰(훗날의 교황 바오로 6세)과 도메니코 타르디니 몬시뇰처럼 교황에게 큰 영향을 끼치지는 못하였다. 조반니 바티스타 몬티니와 도메니코 타르디니는 차기 교황 요한 23세에 의해 추기경으로 임명된다
비오 12세는 로베르트 라이베르, 아우구스틴 베아, 세바스티안 트롬프 등 독일과 네덜란드의 예수회 성직자들을 자신의 보좌진으로 대거 등용함으로써 그전까지 이탈리아인들이 독점하였던 로마 교황청의 관문을 서서히 혁파해나갔다. 그는 또한 프랜시스 스펠만 추기경과 같은 미국인들도 교회 내 주요 요직에 임명함으로써 그들의 지원을 얻어냈다. 제2차 세계대전이 종식된 후, 비오 12세는 전임자들과는 비교할 수 없을 정도로 비이탈리아인들을 많이 등용하였다.

#### 사상과 신학

##### 성경 연구
비오 12세는 1943년 발표한 회칙 《성령의 영감》(Divino Afflante Spiritu)에서 성경의 역할을 강조하였다. 회칙 《성령의 영감》에서 비오 12세는 이전까지 극히 제한을 두었던 성경 연구를 자유롭게 할 수 있도록 허락하였다. 아울러 가톨릭 신학자들에게 히브리어와 그리스어로 써진 성경의 원본을 다시 한 번 검토할 것을 지시하였다. 비오 12세는 그동안 고고학 분야에 많은 발전이 이루어졌음을 지적하면서, 라틴어 불가타 성경 본문 중에 의미가 모호한 구절이 있을 경우 단순히 원본을 참고만 하도록 했던 교황 레오 13세의 회칙을 파기하였다.
회칙 《성령의 영감》은 고대 유다 역사와 전통에 대하여 훨씬 더 깊은 이해를 요구하고 있다. 또한 비오 12세는 회칙에서 주교들과 사제들이 스스로 성경을 열심히 연구하고 묵상한 후, 그것을 강론과 설교와 권고를 통하여 부지런히 자기에게 맡겨진 평신도들을 가르쳐 성경에 대한 존경심을 키우고 완성시킬 것을 권고하였다. 그리고 성경, 그중에서도 특히 복음서를 평신도들 사이에 널리 보급하고 그들 안에서 매일 경건하게 성경을 읽고 성경을 주제로 토론하도록 하는 일을 목적으로 삼고 있는 신심 깊은 단체들을 애호하고 지원해야 한다고 말했다.

##### 성모 승천

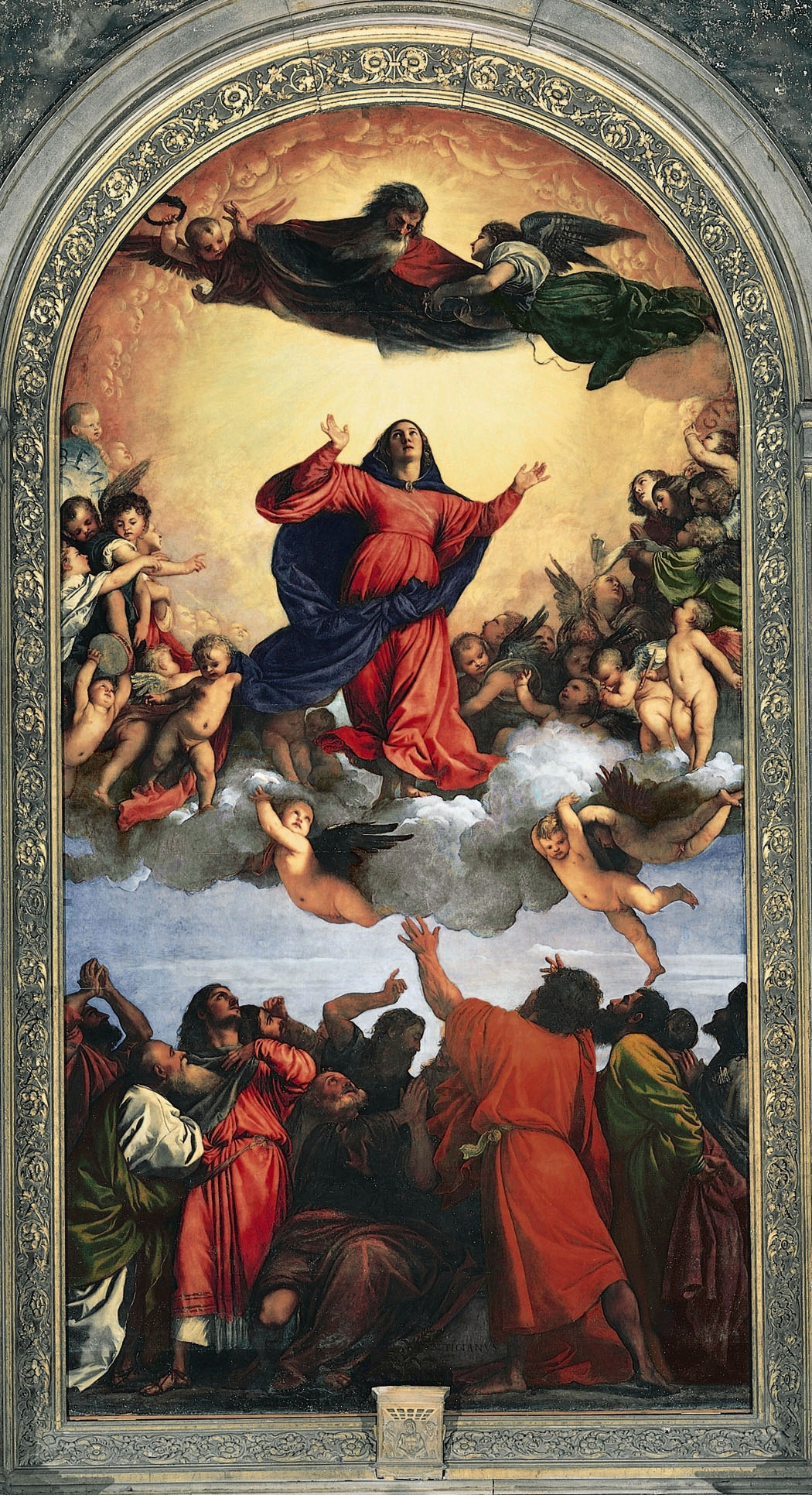
티치아노의 성모 승천

비오 12세는 1950년 11월 1일 회칙 《지극히 자애로우신 하느님》(Munificentissimus Deus)을 통해 성모 승천을 다음과 같은 말로서 교의로 반포했다.
| “ | 우리 주 예수 그리스도와 복되신 사도 베드로와 바오로 그리고 성좌의 고유한 권위에 따라, 원죄에 물들지 않고 평생 동정이신 하느님의 어머니 마리아께서 지상의 생애를 마치신 다음, 영혼과 육신이 함께 천상의 영광으로 들어올림을 받으셨다는 교의를 하느님께서 계시하신 대로 공언하고 선언하며 분명히 정의하는 바이다. | ” |

성모 마리아의 승천이란 성모 마리아가 죽은 후에 하늘나라로 들어 올림을 받은 것, 즉 예수의 죽음과 부활을 통해 약속된 영원한 생명의 영광에 하느님의 부름을 받고 예수의 승천에 참여하게 된 것을 말한다.
예수의 승천은 스스로 하늘나라에 올라간 것이지만 마리아는 스스로 승천한 것이 아니라 자신의 외아들인 예수 그리스도로 말미암아 된 것이다. 따라서 이에 대한 구별을 하기 위해 마리아의 승천을 다른말로 ‘몽소승천(夢召昇天)’이라고도 한다. 몽소승천은 마리아의 육신과 영혼, 즉 마리아의 인격이 전적으로 부활한 그리스도와 일치함을 뜻하는 것이다.
이러한 성모 승천에 대한 교리는 일찍이 초대 교회 때부터 기독교 신자들 사이에 신앙의 유산으로 전해져 내려왔으며, 1950년 11월 1일 비오 12세가 성모 승천을 믿을 교리로 선포한 이후 교회 안에서 특별한 의미를 갖게 되었다. 비록 이 교리가 성경에 명시적으로 드러나지는 않지만 초대 교회 때부터 내려오는 믿을 만한 전승과 구세사에 있어서 성모 마리아의 역할, 성모 마리아와 예수 그리스도와의 관계를 통해 교회 안에서 믿을 교리로 받아들여진 것이다. 특히 성모 마리아의 승천은 장차 그리스도인들이 받게 될 하늘의 영광을 미리 보여주는 것이므로 영원한 생명을 믿는 신자들에게 구원의 표지로 다가온다.
나중에 제2차 바티칸 공의회에서도 성모 승천에 관해 “티없이 깨끗하신 동정녀께서는 조금도 원죄에 물들지 않으셨으며, 지상 생활을 마치신 후에 영혼과 육신이 천상 영광으로 부르심을 받으시어 주님으로부터 하늘과 땅의 모후로 추대를 받으셨다. 이로써 마리아께서는 다스리는 자들의 주님이시며 죄와 죽음에 대한 승리자이신 당신의 아드님을 더욱 완전히 닮게 되셨다.(교회헌장 59항)”고 밝힘으로써 성모 승천 교의는 가톨릭교회의 정통 교의로 더욱 굳게 자리잡게 됐다.

#### 제2차 세계대전 시절

##### 제2차 세계대전
1939년 9월 1일 독일이 폴란드를 공격하여 제2차 세계 대전이 발발하였다. 비오 12세는 그 해 9월 1일까지 어떻게든 전쟁이 일어나지 않도록 여러 방면으로 노력하였다. 그 해 5월 비오 12세는 이탈리아, 프랑스, 독일, 폴란드가 상호 차이점을 영국의 참여하에 평화적으로 해결하도록 촉구하였다. 그 해 8월 대 전쟁이 임박해 오자 비오 12세는 양 진영과 동시 접촉을 하면서 전쟁의 참화를 막으려고 노력했으나 허사였다. 그 해 8월 24일 비오 12세는 “평화로는 아무것도 잃지 않지만 전쟁으로는 모든 것을 잃는다.”고 경고하였다.
제2차 세계 대전 시기에 비오 12세는 제1차 세계 대전 시절의 교황 베네딕토 15세를 본받아 공식적으로는 어느 한쪽의 편도 들지 않은 채 중립을 고수하였다. 1939년 비오 12세는 바티칸을 세계 각국 사람들로 구성된 국제구호단체로 만들었다. 교황의 요청에 따라 1939년에서 1947년까지 바티칸에는 전쟁 통에 행방불명된 사람들을 찾아달라는 신고와 신원 확인을 요청하는 신고가 거의 100만 건 이상 접수되었으며, 조반니 바티스타 몬티니 몬시뇰의 지휘 아래 바티칸 안에 전쟁포로와 난민에 관한 정보사무소가 설치되어 운영되었다.
소련군이 핀란드를 침공한 겨울 전쟁이 발발하자 비오 12세는 1939년 12월 26일자 강론에서 소련의 침공을 규탄하였다. 그리고 핀란드를 대신하여 자신의 서명과 도장이 찍힌 세계 평화 기도문을 하느님 앞에 봉헌하였다.
1940년 1월 18일 폴란드에서 약 1만 5천명의 민간인이 희생당했다는 소식을 접한 비오 12세는 라디오 방송을 통해 “힘없고 죄없는 사람들에게 결코 용납할 수 없는 끔찍하고 잔혹한 행위가 저질렀다는 사실이 실제 목격자들의 의심할 여지없는 증언으로 확인되었다.”고 메시지를 전하였다.
1942년 성탄절 메시지에서 비오 12세는 “어떤 잘못도 저지르지 않았는데도, 단지 국적이나 인종 때문에 수많은 사람이 죽음으로 내몰려 점진적 멸종을 맞고 있다.”고 말하였는데, 이는 나치 독일의 유대인 대학살을 우회적으로 비난한 것이었다.
1943년 7월 19일 연합국 공군 비행기에 의해 로마 시가지가 한 차례 큰 폭격을 당하였다. 총 세 곳이 폭격되었는데, 그로 인하여 수백 명의 무고한 민간인이 희생되었다. 공습이 끝난 후, 비오 12세는 조반니 바티스타 몬티니 몬시뇰과 함께 크게 훼손된 산 로렌초 푸오리 레 무라 성당을 찾아가 그 지역 주민들을 위로하며 2백만 파운드를 기부하였다. 당시 그 자리에 있었던 사람들의 증언에 따르면, 교황의 흰색 수단이 사망자들의 피로 붉게 물들었다고 한다.
7월 20일 비오 12세는 외교 채널을 통해 미국 대통령 루스벨트에게 “이 거룩한 도시의 주교로서 나는 나의 사랑하는 로마가 무너지는 것을 끝까지 막아보려고 노력하였습니다. 그러나 나의 이러한 간절한 염원은 슬프게도 좌절되고 말았습니다.”라며 항의의 뜻을 표하였다.
1944년 6월 4일 연합국이 독일로부터 로마를 탈환하였다. 독일군은 연합국을 피해 이탈리아 북부로 퇴각하면서 도시를 폭격하거나 교각, 건물 등을 파괴하지 않았다. 이렇게 큰 피해 없는 결말은 비오 12세의 극적인 개입 덕분이었다. 비오 12세는 독일과 연합국들에게 로마를 ‘열린 도시’로 인정해 전화에 휩싸인 전방도시가 되지 않게 해달라고 호소했다. 양측은 다른 동기와 다른 논리를 가졌지만 교황의 제안에 수긍했다. 그들 모두에게는 이탈리아 주둔 독일군 총사령관 알베르트 케셀링 장군이 말했던 것과 같은 소망이 있었다. “나는 역사 앞에서 내 이름이 로마의 파괴를 유발한 죄로 비난받게 하지 않겠다.”
독일로부터 해방된 후, 비오 12세는 도시의 무사안위를 위해 노력했다는 이유로 로마를 구한 영웅으로 칭송받았다. 심지어 공산주의자들까지도 교황에게 환호했다. 역사상 처음이자 마지막으로 성 베드로 광장에는 공산주의를 상징하는 망치와 낫이 그려진 붉은 깃발이 교황의 명망을 위해 나부꼈다.
1945년 어느덧 전쟁이 막바지에 다다르자 비오 12세는 과거 제1차 세계 대전 종전 당시 승전국들이 패전국들에게 가혹한 조치를 취한 것이 지금과 같은 끔찍한 결과를 낳게 되었다고 생각하였다. 그래서 이를 되풀이하지 않기 위한 차원에서 연합국 지도자들에게 패전국들을 관대하게 처리해줄 것을 호소하였다. 1944년 8월, 비오 12세는 로마를 방문한 영국 총리 윈스턴 처칠을 예방하였다. 이 자리에서 교황은 이탈리아인들 역시 제3제국의 희생자이며, 따라서 전범 재판에서 이탈리아인을 피고인에 포함시키지 않기를 바란다는 견해를 밝혔다.
한편, 히틀러는 생전에 비오 12세를 자신의 세계 정복 계획에 걸림돌이 될 것이라고 생각하여 그를 납치하고 바티칸을 장악하려는 계획을 세웠었다. 교황 납치를 위한 암호명 ‘라바트 작전’은 당초 1943년 계획됐으나 알 수 없는 이유로 이행되지 않았다가 이듬해 독일군이 로마에서 후퇴하기 직전 히틀러가 직접 무장 친위대 장성 카를 볼프에게 재추진을 지시했다.
볼프는 히틀러의 명령을 받고 독일에서 로마로 돌아갔으나, 기회주의자였던 그는 심야에 사복차림으로 비오 12세를 비밀리에 알현해 히틀러의 납치 음모를 알리고, 자신은 이 명령을 이행할 생각이 없으나 “(로마) 상황이 혼란스럽고 위험하다.”며 그에게 주의할 것을 당부했다.
비오 12세는 볼프의 진심을 시험하기 위해 처형 위기에 처한 이탈리아 레지스탕스 지도자 2명의 석방을 요청했으며, 볼프는 실제로 이들을 석방시켰다.

##### 홀로코스트
홀로코스트(나치의 유대인 대학살)가 벌어지던 시기에 그는 철저히 침묵했다.
그의 홀로코스트에 대한 그의 침묵은 책으로도 만들어졌는데 1965년 모나코의 로체(Rocher)사가 출판한 카를로 팔코니(Carlo Falconi)가 쓴《비오 12세의 침묵, Le silence de Pie ΧΠ 》이 있다. 또 1999년 영국 작가 존 콘웰은 <히틀러의 교황>이라는 책을 펴내면서 비오 12세의 유대인 학살에 대한 침묵에 대한 논란에 불이 붙었다. 콘웰은 비오 12세를 반유대주의자로 묘사하고, 그가 유대인 대학살에 침묵했다고 주장했다. 이러한 의혹은 바티칸이 그의 재임 기간 문서를 연구하려는 학자들을 막으면서 더욱 증폭됐다.
또 프랑스의 철학자 에마뉘엘 무니에 [Emmanuel Mounier]와 1952년 노벨 문학상을 받은 프랑스의 가톨릭 작가인 프랑수아 모리아크(Francois Mauriac, 1885~1970)도 비오 12세를 비판했다. 모리아크는 그가 파시즘 정권들에 지나치게 호의적이었고 특히 제2차 세계 대전 중엔 나치 정권의 유대인 대학살에 대해 침묵했다는 사실을 밝혔다. 파시즘 정권들과 관련된 비오 12세의 행적 자체는 또렷해서 논란의 여지가 거의 없다. 그는 1930년대에 무솔리니 정권과 히틀러 정권에 대해 대체로 호의적이었고, 적어도 드러내놓고 그들을 비판하지 않았다. 그리고 제2차 세계대전 중엔 나치 독일의 유대인 대학살에 대해 아무런 조치도 취하지 않았다. 그는 유대인들에게 무슨 일이 일어나고 있는지 잘 알았지만, 그리고 많은 사람들이 끊임없이 그에게 나치 독일의 야만적 행위를 비판하는 성명을 내라고 요청했지만, 그는 침묵으로 일관했다.

#### 종전 이후

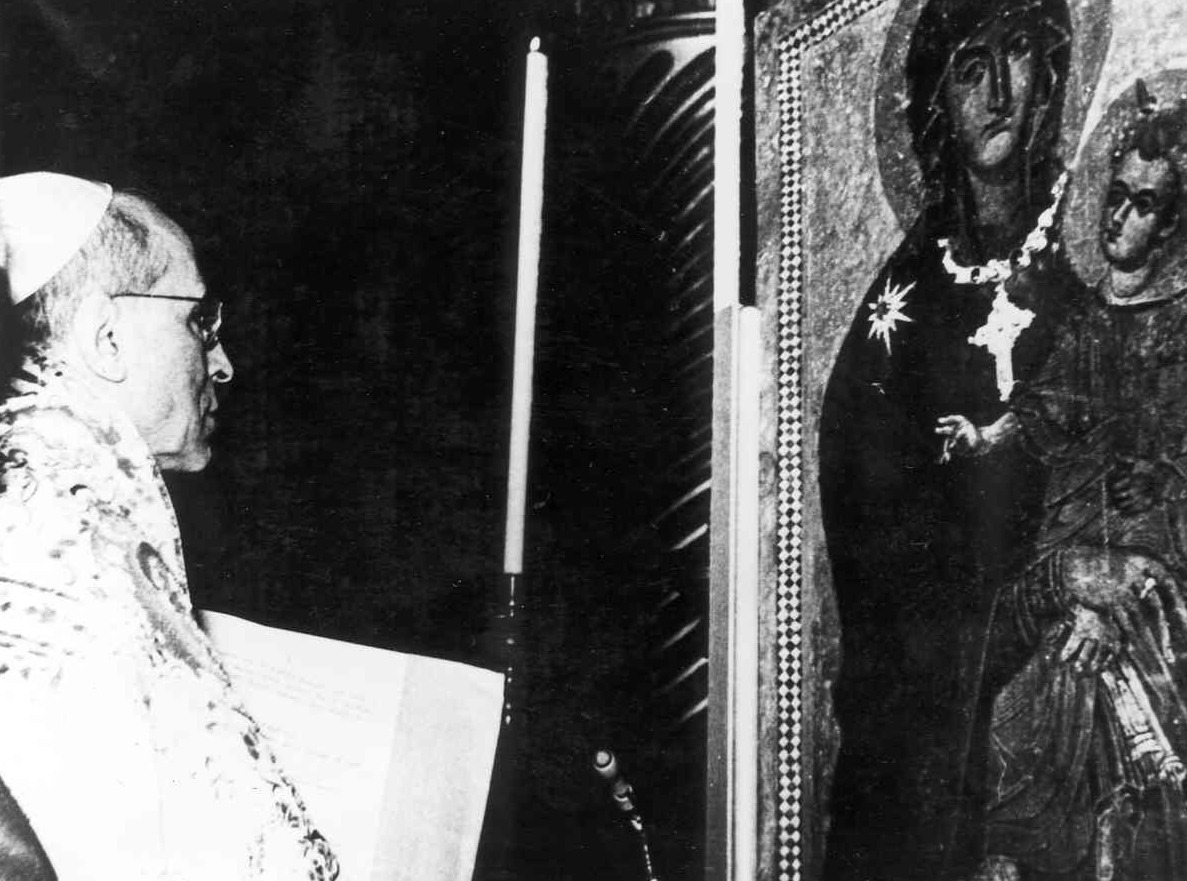
1954년 로마 백성들의 구원 성화의 대관식을 거행하는 비오 12세

제2차 세계 대전이 끝난 후, 교황 비오 12세는 전쟁으로 황폐화된 유럽에 대한 물질적인 지원과 교회 내부의 세계화, 바티칸 시국의 국제 외교관계 발전 등에 중점을 두었다. 그가 1951년 6월 2일에 발표한 《복음의 선포자들》(Evangelii Praecones)과 1957년 4월 21일에 발표한 《신앙의 선물》(Fidei Donum) 등 이 두 개의 회칙은 각 지역 교회가 전교활동을 스스로 자유롭게 선택할 수 있도록 허락하였으며, 그 가운데 많은 것이 독립 교구로 성장하였다. 비오 12세는 또한 보다 효과적인 복음화를 위해 지역 교회가 유럽식 문화에 탈피하여 자국에 맞는 토착화를 시행해도 좋다는 허락을 내렸다. 비오 12세의 이러한 정책은 그의 후임자들도 그대로 이어나갔다.

##### 동유럽과 중국에서의 박해 및 학살에 대한 침묵
종전 후, 서유럽권에서는 교세가 더욱 확장되어 가던 반면에 러시아(에스토니아, 라트비아, 리투아니아 포함), 알바니아, 불가리아, 유고슬라비아, 루마니아, 폴란드, 체코슬로바키아, 헝가리 등 동유럽권과 중국 대륙에서는 사회주의 성향인 중화인민공화국 정부가 들어서면서 중국 천주교회는 중국공산당 치하에서 유례없는 핍박을 당하였고, 중국 공산당은 중국천주교애국회라는 단체를 창설하였다.
한편 1949년 중국 공산당이 중화인민공화국을 건국하여 분단될 당시에 몇 차례의 회칙이나 교서를 발표하여 우려를 표명했으며, 타이완으로 이전한 중화민국 정부에 대한 계속적인 승인을 재확인하였다.
파시즘과 유대인 학살에 침묵했던 그는 크로아티아에서 벌어진 세르비아인의 학살에 관련된 스테피나치 대주교와 로마 카톨릭 교회 사제들에 대해서 침묵으로 일관했다.유고 연방은 학살의 책임자인 스테피나치 대주교의 교체를 교황에게 요청했지만 교황 비오 12세의 침묵에 그들을 전범재판에 세우고 기소하여 감옥에 수감시킨다.이 이후 양진영에 중립적인 입장이던 바티칸은 유고를 압박하기 위해서 미국진영에 우호적인 입장으로 노선을 변경한다.스테피나치 대주교는 교황청에 의해 추기경으로 임명되고 그가 죽은후 바티칸은 그를 성인으로 추대했다.유고연방의 티토는 바티칸이 스테피나치 대주교를 추기경으로 임명한후 바티칸과 국교단절한다.

##### 대한민국
1945년 8월 15일 한반도의 독립과 더불어 남북한의 분단이 이루어지고 각각 미국과 소련의 군정 하에서 남북의 갈등이 심화되었다. 이러한 갈등을 중재하고자 미소 공동위원회가 설치되었으나, 미국과 소련 양국이 한반도 정책에서 서로 다른 목표를 가졌기 때문에 실패로 끝났다. 미국과 소련 양국간 협상에 의해 한반도 문제가 해결될 기미가 보이지 않자 그 대안으로서 유엔의 관리 하에 남북한 양 지역에서 총선거를 실시하기로 하였다. 소련이 이에 대해 거부하자 일단 미군정이 있는 남한만이라도 유엔한국임시위원단의 감시하에 총선거를 실시하였으며, 1947년 8월 15일 대한민국 정부수립이 공식 선포되었다.
초대 대통령으로 선출된 이승만은 대한민국이 합법정부임을 국제적으로 신속히 공인받아 조선민주주의인민공화국의 불법성을 설득하기 위한 목적으로 유엔에게 공을 들이는 외교를 추진하였다. 1948년 8월 11일 유엔총회 파견 수석대표로 선출된 장면은 대한민국 대표단을 이끌고 유엔회원국 대표들을 찾아다니며 대한민국 정부 승인의 당위성을 역설했다.

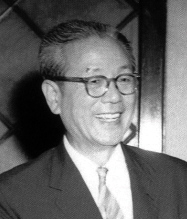
장면

1948년 12월 파리 UN총회에 파견된 대한민국 정부 대표단. 맨 앞줄 왼쪽이 조병옥, 가운데가 대표단장 장면, 왼쪽은 장기영, 뒷줄은 왼쪽부터 정일형, 모윤숙, 김활란, 성명 미상, 김우평

비오 12세는 1947년 장면과 깊은 관계를 맺고 있던 미국 메리놀 외방전교회의 패트릭 번 주교를 교황 특사로 대한민국에 파견하였으며, 이는 국제 관례상 교황청이 대한민국을 주권국가로 승인한 것으로 이해되어 대한민국이 국제적 승인을 얻는 과정에 큰 힘이 되었다. 특히 비오 12세는 제2차 유엔 총회에 참석한 대한민국 대표단을 지원할 것을 조반니 바티스타 몬티니와 프랑스 주재 교황대사 안젤로 주세페 론칼리 대주교(훗날의 교황 요한 23세)에게 명령하는 등 외교적 지원을 아끼지 않았다. 장면은 비오 12세의 지원에 힘을 얻어 미국, 중화민국, 필리핀을 비롯하여 남아메리카의 가톨릭 국가들인 칠레, 페루, 브라질 등 20개국으로부터 대한민국 승인을 약속받았다. 그리고 1948년 12월 12일 유엔 총회는 대한민국 승인 결의안을 상정해 55개국 가운데 찬성 48, 반대 6, 기권 1표라는 절대적인 지지로 통과시켰다. 대한민국 승인이라는 대업을 완수한 장면은 장기영과 함께 대통령 특사 자격으로 로마에 갔다. 교황 비오 12세를 40여분 동안 단독 알현하면서 장면은 “신생 대한민국에 정신적인 지원을 해달라”고 요청했다.
그리하여 교황청은 이듬해 4월 17일 대한민국을 정식 승인하였으며, 교황 특사인 번 주교의 지위를 최초의 주한 교황 대사로 격상시켰다. 이에 임병직 외무장관은 성명을 발표, “로마 교황청이 우리 정부를 승인한 것은 대한민국이 한반도의 유일한 합법 정부임을 세계의 5억 천주교도가 승인한 것”이라고 환영하였다.

### 병세와 죽음

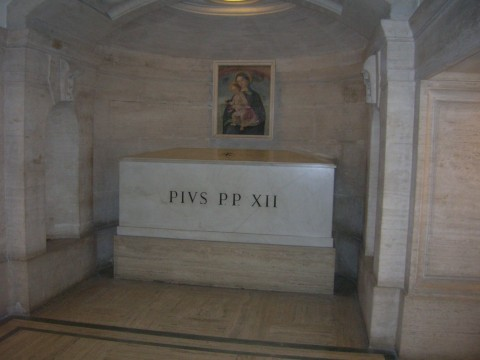
비오 12세의 무덤

1954년 발병 이후, 비오 12세는 전례 없는 영역의 주제에 대하여 사람들에게 이야기하였다. 종종 그는 현대 과학의 주장에 대하여 기독교에서 바라보는 관점을 설명하였다. 이따금씩 그에게 특수한 도덕적인 질문들이 제기되었으며 이에 대해 성실하게 답변해주었다.
1955년 전까지 비오 12세는 조반니 바티스타 몬티니 몬시뇰과 오랫동안 함께 일해왔다. 비오 12세에게는 보좌관이 따로 필요 없었다. 로베르트 라이베르 신부가 이따금씩 비오 12세의 강론과 교서 발표 준비를 도와주었으며, 아우구스틴 베아는 비오 12세의 전속 고해신부였다. 파스칼리나 레네르트 수녀는 40년 동안 교황의 가정부와 조언자 역할을 수행하였다. 교황과 가장 가까운 사람은 도메니코 타르디니였다.
비오 12세는 1958년 10월 9일 여름 별장인 카스텔간돌포에서 갑자기 발생한 심근경색에 의해 야기된 급성 심부전으로 선종하였다. 교황의 주치의였던 가스파니는 나중에 교황의 선종한 이유에 대해 다음과 같이 말했다. “교황 성하께서는 어떤 특정한 질병에 걸려 선종하신 것이 아닙니다. 그간 자신의 몸을 혹사시키며 무리하게 과로하신 나머지 더 이상 그분의 몸이 견디지 못하게 된 것입니다. 성하의 심장과 폐는 매우 건강했습니다. 만약 그분께서 자신의 몸을 아끼셨다면 20년은 더 사셨을 것입니다.”
비오 12세는 인내심이 강한 인물로도 알려졌는데, 생애 마지막에 병색이 짙어 죽음에 가까워져서도 흐트러지거나 고뇌, 동요하는 모습을 일체 보이지 않고 평상시와 같이 행동하여 의사들과 신자들을 놀라게 하였다.

### 장례식
장례미사를 위해 비오 12세의 시신 행렬이 로마에 입성하자 수많은 로마 시민들이 그를 추모하고자 거리로 일제히 몰려나왔다. 로마 시민들은 자신들의 도시에서 태어나 자란 ‘자신들의 교황’을 특별히 전쟁 영웅으로 추앙하면서 그의 죽음에 깊이 애도하였다. 안젤로 론칼리 추기경(훗날의 교황 요한 23세)은 10월 11일자 자신의 일기에서 과거 로마 황제도 이와 같은 개선식은 누리지 못했다면서, 이러한 웅장한 개선식은 비오 12세가 영적 세계의 통치자로서 가졌던 위치를 잘 드러낸 것이라고 적었다.

### 가경자
교황 비오 12세의 유언장은 그가 선종한 직후 즉시 공개되었다. 교황 비오 12세에 대한 시성 조사는 1965년 11월 18일 교황 바오로 6세에 의해 시작되었다. 비오 12세는 1990년 교황 요한 바오로 2세에 의해 하느님의 종으로 선언되었으며, 2009년 12월 19일 교황 베네딕토 16세에 의해 복자의 전 단계인 가경자로 선포되었다.

## 같이 보기
- 교황 목록